# Lucas Alario
Lucas Nicolás Alario (Tostado, Santa Fe, Argentina; 8 de octubre de 1992) es un futbolista argentino. Juega como delantero en Estudiantes de La Plata de la Primera División de Argentina.

## Trayectoria

### Colón
Su debut oficial se produjo el 11 de junio de 2011 por la fecha 18 del Torneo Clausura 2011 en reemplazo de Germán Lesman a los 71 minutos de juego con derrota por 1-0 frente a Arsenal. En la temporada siguiente el equipo logra un subcampeonato compartido con 3 equipos en el Torneo Apertura para luego en el Clausura 2012 lograr 29 puntos y clasificar a la Copa Sudamericana de ese mismo año, Alario ingreso en 8 de sus nueve partidos disputados.
En la primera fecha del Torneo Inicial 2012 ingresa por Emmanuel Gigliotti a los 94 minutos en la victoria 1-0 frente a Lanús. Luego sería titular ante Estudiantes de la Plata ya que no podían disputar el partido los delanteros Rubén Ramírez por una lesión y Gigliotti por problemas de papeles en su incorporación, Colón ganó en La Plata 2-1 y fue su último partido en aquel torneo. Solo estaría en el banco en un partido frente a Racing Club por Copa Sudamericana.
Además de no ser tenido en cuenta por Rubén Forestello sufrió algunas lesiones y no participó del Torneo Inicial 2013 salvo la última fecha ante Olimpo como titular bajo las 
órdenes de Mario Sciacqua, el sabalero terminó último en ese torneo además de la quita de 6 puntos por una deuda con el Atlante mexicano.
Para disputar el Torneo Final 2014 el club ya no contaba con 10 jugadores, que se habían alejado por distintas situaciones, en zona de descenso y repleto de juveniles. Bajo el mando de Diego Osella logró ser el nueve titular. El sabalero terminó en séptimo lugar con 30 puntos (a 7 del campeón River Plate) y forzó un desempate por el descenso con Atlético Rafaela. En aquel campeonato disputó los 19 partidos y convirtió 3 goles, el primero ante Tigre de penal, el segundo ante Newell's Old Boys en Rosario y el tercero agónico ante Olimpo en el último segundo del partido que obligó a dicho desempate.
El desempate terminaría con victoria de la Crema por 1-0 y el Sabalero perdería la categoría en el Gigante de Arroyito, la última imagen del partido sería el remate de Lucas Alario que pegaría en el travesaño y concluiría el encuentro. En 2014 por el Nacional B, llegaría la titularidad indiscutida en el momento más complicado de los últimos 20 años para el club, pese a las incorporaciones de los experimentados delanteros como Fernando Telechea y Raúl Becerra. Se perdió la primera fecha por acumulación de amarillas que arrastró de la Primera División y en la etapa final ante San Martín de San Juan se retira lesionado a los 10 minutos y se perdería otros 2 partidos.
Volvería en la última fecha ante Boca Unidos en donde marcó de penal el primer gol del encuentro a los 35 minutos del segundo tiempo, Colón ganó el partido por 3-0 y se quedó como líder del grupo A logrando el ascenso. En total disputó 17 partidos y marcó 6 goles. En la vuelta de Colón a primera siguió como titular. Hasta que en la cuarta fecha sufre una lesión en un encuentro disputado frente a Boca Juniors que lo dejaría fuera algunos partidos.
Luego de 6 fechas sin jugar Lucas vuelve en la fecha 10 en el partido contra Atlético Rafaela, encuentro que finalizó 2-1 a favor de conjunto sabalero con gol a los 41 minutos del segundo tiempo, ganando con este mismo. En la fecha 12 vuelve a marcar pero esta vez con dos goles en la victoria de Colón de visitante 3-2 frente a Defensa y Justicia. Terminando en el parate del torneo por la Copa América con 10 partidos jugados y 3 goles convertidos.

### River Plate

#### Temporada 2015
En julio del 2015 se confirma su llegada a River Plate a cambio de u$S 1 150 000 por el 30 % del pase. Firmó contrato que lo unirá por 4 años al club millonario. El 11 de julio debutó oficialmente contra Temperley por la fecha 16 del torneo local en el empate 1-1, ingresó a los 15 minutos de la etapa complementaria en reemplazo de Fernando Cavenaghi. Debutó como titular en el club millonario en el encuentro disputado contra Guaraní, por las semifinales de la Copa Libertadores, ganando el encuentro por 2-0. Fue una de las figuras de este encuentro interviniendo en los dos goles de la victoria de su equipo. El primer gol peinando la pelota de cabeza desde un córner ejecutado desde la izquierda por Gonzalo Martínez para la llegada al gol por el segundo palo de Gabriel Mercado y en el segundo gol asistiendo a su compañero Rodrigo Mora quien llega al gol definiendo por sobre el arquero paraguayo.
Anotó su primer tanto en la vuelta de las semifinales de la Copa Libertadores, (fue asistido por el uruguayo Tabaré Viudez, debutante) contra Guaraní, en el empate 1-1, clasificando a su equipo a la final. El miércoles 5 de agosto de 2015 mientras se disputaba el partido de vuelta de la final frente a Tigres de México jugado en cancha de River Plate, anotó el 1-0 en el minuto 44 del primer tiempo, lo que le permitió a River Plate alzar su tercera Copa Libertadores con un marcador final de 3-0. Luego de esto, en la fecha 23 del torneo de Primera División, marcaría su primer triplete contra Nueva Chicago, partido en el que el millonario ganaría 4-1.
Por los octavos de final de la Copa Sudamericana 2015 marcó un gol a la Liga de Quito en el partido de ida, pero salió lesionado a los 89 minutos del partido de vuelta. El 31 de octubre de 2015, en el partido contra Vélez Sársfield, vuelve a jugar luego de un mes por una lesión de luxación del hombro. Entra a los 11 minutos del segundo tiempo en reemplazo de Nicolás Bertolo y a 8 del cierre del partido, luego de un centro de Gonzalo Martínez, recibe un rebote del arquero rival para marcar el único gol de la noche que le da la victoria a River después de una mala racha de empates y derrotas.
El 16 de diciembre volvió a marcar un gol contra el Sanfrecce Hiroshima de la ciudad de Osaka, Japón tras un error del arquero japonés luego del tiro libre realizado por Tabaré Viudez. Con este gol su equipo llegó a la final del Mundial de Clubes, pero terminaría perdiendo contra el F. C. Barcelona por 3-0.

#### Temporada 2016
Empezaba el Campeonato de Primera División 2016 para River Plate el 8 de febrero, recibiendo en El Monumental a Quilmes, en el que Alario anotaría el 5-1 definitivo en la victoria de River tras un rebote que le quedó a Iván Alonso y este se la cedió a Alario para que defina con el arco vacío. En las dos siguientes fechas, contra Belgrano de Córdoba y Godoy Cruz no conseguiría marcar, pero contra Rosario Central en la cuarta fecha del torneo, marcaría de cabeza el 1-0 en el Gigante de Arroyito, en un partido el cual terminaría 3-3.
En la siguiente fecha, marcaría el único gol del encuentro ante Independiente tras un cabezazo que atajó Diego Rodríguez pero este daría un rebote y definiría con el arco a su merced, a los 39' del segundo tiempo. Luego, tardaría 3 fechas en volver a marcar por el campeonato, en un partido contra Banfield marcando nuevamente de cabeza en el último minuto, empatando el encuentro que finalizó 1-1.
Marcaría su primer gol por Copa Libertadores 2016 contra The Strongest por la quinta fecha en el que River ganaría 6-0, marcando el quinto, mientras que su segundo tanto por la misma competición fue en la última fecha de la fase de grupos, contra Trujillanos, marcando el cuarto gol en la victoria del Millonario que finalizó 4-3. Haría su tercer y último gol en la vuelta de los octavos de final de la Copa Libertadores contra Independiente del Valle. El partido finalizó 1-0 a favor del Millonario pero igual no se pudieron clasificar a la siguiente fase debido a que en la ida el conjunto ecuatoriano ganaría 2-0. Tras la eliminación de la Copa Libertadores, Alario marcaría por el Campeonato en la derrota frente San Lorenzo de Almagro y nuevamente en otra derrota frente a Arsenal de Sarandí, de penal.

#### Temporada 2016/17
Comenzaría de la mejor manera el segundo semestre de 2016, tras una mala campaña en la Copa Libertadores 2016 y en el Campeonato de Primera División; en el primer partido oficial, por la Copa Argentina 2015-16 contra Sportivo Rivadavia, Alario anotaría el primero de los tres que hizo River avanzando a la siguiente fase. El 25 de agosto se jugaría la vuelta de la Recopa Sudamericana 2016 contra Independiente Santa Fe, en el que River ganaría por 2-1 con un gol suyo, y así conseguiría su tercer título oficial con La Banda.
Marcaría otro tanto en la primera fecha del Campeonato de Primera División 2016-17, en el que River goleó 4-1 a Banfield. Recién volvería a marcar en la tercera fecha frente a San Martín de San Juan, el partido finalizaría 1-1 y River Plate se ubicaría segundo en la tabla de posiciones detrás de Estudiantes de La Plata.

"Para mi es un placer que me comparen con él, está creciendo muchísimo".
Enzo Francescoli (5 de septiembre de 2016).

En los octavos de final de la Copa Argentina, marcaría frente a Arsenal de Sarandí, resultado que terminaría 1-0 con único gol suyo y así River pasaría a los cuartos de final. Por la quinta fecha del campeonato, marcaría el 2-0 de penal frente a Vélez Sarsfield, en un polémico partido, que terminó ganando River por 3-0.
Nuevamente marcaría por Copa Argentina, en los cuartos de final frente a Unión de Santa Fe donde se encargaría de marcar el tercer gol de River y consiguiendo el pase a semifinales. Por el campeonato, el 5 de noviembre anotaría un gol de penal frente a Estudiantes de La Plata en un empate 1-1 de local en el Tomás A. Ducó. Siete días más tarde, se jugaría un amistoso frente a Olimpia de Paraguay, con victoria 5-1 dónde se encargaría de marcar el quinto y último gol. El 1 de diciembre, por la semifinal de la Copa Argentina, marcaría el segundo gol definitivo frente a Gimnasia y Esgrima La Plata, consiguiendo el pase a la final.
Marcó un gol en la fecha 13, en el Superclásico, contra el rival de toda la vida, Boca Juniors, que terminaría  4-2 a favor del equipo xeneize. En la final de la Copa Argentina marcó 3 goles (dos de penal) contra Rosario Central en la victoria 4-3 a favor del Millonario que se consagraría campeón de la competición, además de haber conseguido un pase a la Copa Libertadores 2017.
Este fue el segundo hat-trick de su carrera. En el último partido del año, el 18 de diciembre, marcaría el gol del empate frente a Olimpo de Bahía Blanca, que terminó en victoria por 2-1.
Su primer gol oficial del 2017 sería por la primera fecha de la fase de grupos de la Copa Conmebol Libertadores 2017 ante Independiente Medellín, de penal en la victoria por 3-1. Su segundo tanto sería ante Godoy Cruz de Mendoza, en el triunfo 2-1 por la décima octava fecha del campeonato argentino.
Esta fue la última temporada de Alario en River ya que en la temporada 17-18 Lucas parte a Alemania para jugar en el Bayer Leverkusen.

### Alemania
El 29 de agosto de 2017, el Bayer Leverkusen hizo oficial el traspaso por 24 millones de euros. El 3 de septiembre viajó a Leverkusen. Luego de una larga discusión de parte de River contra el Leverkusen porque no quería mandar el Transfer ya que consideraba ilegal la contratación, la FIFA le otorgaría el permiso de jugar a Lucas Alario en el equipo alemán. Debutó como titular contra el Hamburgo S. C. partido en el que su equipo ganaría por 3-0 con un gol y una asistencia del argentino.
En junio de 2022 fue traspasado al Eintracht Fráncfort, equipo con el que firmó por tres años.

### Estudiantes de La Plata
El 6 de enero de 2025, se realiza la revisión médica y se convierte en nuevo jugador de Estudiantes de La Plata. Firma contrato hasta diciembre de 2026.

## Selección nacional
Fue convocado por Edgardo Bauza para disputar las fechas 7 y 8 de las eliminatorias para el mundial de Rusia 2018 en septiembre de 2016. Hizo su debut con la selección de Argentina el 1 de septiembre, frente a Uruguay, entrando a los 71 minutos, el cual terminaría con una victoria albiceleste por 1-0. 

"Alario es un jugador con un futuro muy grande. Es bueno que vaya contagiándose, que se vaya sintiendo jugador de Selección".
Edgardo Bauza (5 de octubre de 2016).

Jugaría su segundo partido frente a Venezuela el 6 de septiembre, entrando por Lucas Biglia en el segundo tiempo, el cual terminaría 2-2.
Vuelve a ser citado esta vez por Jorge Sampaoli para los amistosos contra Brasil y Singapur. 
Jugaría contra el seleccionado asiático ingresando en el segundo tiempo por Joaquín Correa y marcaría su primer tanto luego de una asistencia de Ángel Di María para definir, partido que terminaría 6-0 a favor de la selección Argentina.
El 9 de octubre de 2019 en el partido amistoso contra Alemania, ingresó en el segundo tiempo por Paulo Dybala y la selección pasó del 0-2 al 2-2 de la mano del Pipa, sumando un gol y una asistencia.

### Estadísticas
| Selección          | Año   | Amistosos | Amistosos | Amistosos | Eliminatorias | Eliminatorias | Eliminatorias | Copa América | Copa América | Copa América | Mundial | Mundial | Mundial | Juegos Olímpicos | Juegos Olímpicos | Juegos Olímpicos | Total | Total | Total  |
| Selección          | Año   | Part.     | Goles     | Asist.    | Part.         | Goles         | Asist.        | Part.        | Goles        | Asist.       | Part.   | Goles   | Asist.  | Part.            | Goles            | Asist.           | Part. | Goles | Asist. |
| ------------------ | ----- | --------- | --------- | --------- | ------------- | ------------- | ------------- | ------------ | ------------ | ------------ | ------- | ------- | ------- | ---------------- | ---------------- | ---------------- | ----- | ----- | ------ |
| Absoluta Argentina | 2016  | 0         | 0         | 0         | 2             | 0             | 0             | -            | -            | -            | -       | -       | -       | -                | -                | -                | 2     | 0     | 0      |
| 2017               | 1     | 1         | 0         | 0         | 0             | 0             | -             | -            | -            | -            | -       | -       | -       | -                | -                | 1                | 1     | 0     |        |
| 2019               | 4     | 2         | 1         | 0         | 0             | 0             | -             | -            | -            | -            | -       | -       | -       | -                | -                | 4                | 2     | 1     |        |
| 2020               | 1     | 0         | 0         | 1         | 0             | 0             | -             | -            | -            | -            | -       | -       | -       | -                | -                | 1                | 0     | 0     |        |
| Total              | Total | 6         | 3         | 1         | 3             | 0             | 0             | -            | -            | -            | -       | -       | -       | -                | -                | -                | 9     | 3     | 1      |

### Goles internacionales
| # | Fecha                 | Lugar    | Rival    | ⠀Gol⠀ | Resultado | Competición |
| - | --------------------- | -------- | -------- | ----- | --------- | ----------- |
| 1 | 13 de junio de 2017   | Kallang  | Singapur | 5 - 0 | 6 - 0     | Amistoso    |
| 2 | 9 de octubre de 2019  | Dortmund | Alemania | 1 - 2 | 2 - 2     | Amistoso    |
| 3 | 13 de octubre de 2019 | Elche    | Ecuador  | 1 - 0 | 6 - 1     | Amistoso    |

## Estadísticas

### Clubes
Actualizado al último partido disputado el 17 de agosto de 2025.
| Club | Div.          | Temporada     | Estatal | Estatal | Estatal | Liga  | Liga  | Liga   | Copas nacionales(1) | Copas nacionales(1) | Copas nacionales(1) | Torneos internacionales(2) | Torneos internacionales(2) | Torneos internacionales(2) | Total(3) | Total(3) | Total(3) | Media goleadora |
| Club | Div.          | Temporada     | Part.   | Goles   | Asist.  | Part. | Goles | Asist. | Part.               | Goles               | Asist.              | Part.                      | Goles                      | Asist.                     | Part.    | Goles    | Asist.   | Media goleadora |
| --- | ------------- | ------------- | ------- | ------- | ------- | ----- | ----- | ------ | ------------------- | ------------------- | ------------------- | -------------------------- | -------------------------- | -------------------------- | -------- | -------- | -------- | --------------- |
| Colón Argentina | 1.ª           | 2010-11       | —       | —       | —       | 1     | 0     | 0      | —                   | —                   | —                   | —                          | —                          | —                          | 1        | 0        | 0        | 0               |
| Colón Argentina | 1.ª           | 2011-12       | —       | —       | —       | 9     | 0     | 1      | —                   | —                   | —                   | —                          | —                          | —                          | 9        | 0        | 1        | 0               |
| Colón Argentina | 1.ª           | 2012-13       | —       | —       | —       | 2     | 0     | 0      | —                   | —                   | —                   | —                          | —                          | —                          | 2        | 0        | 0        | 0               |
| Colón Argentina | 1.ª           | 2013-14       | —       | —       | —       | 21    | 3     | 1      | —                   | —                   | —                   | —                          | —                          | —                          | 21       | 3        | 1        | 0.14            |
| Colón Argentina | 2.ª           | 2014          | —       | —       | —       | 15    | 6     | 4      | 2                   | 0                   | 0                   | —                          | —                          | —                          | 17       | 6        | 4        | 0.35            |
| Colón Argentina | 1.ª           | 2015          | —       | —       | —       | 10    | 3     | 0      | —                   | —                   | —                   | —                          | —                          | —                          | 10       | 3        | 0        | 0.3             |
| Colón Argentina | Total club    | Total club    | 0       | 0       | 0       | 58    | 12    | 6      | 2                   | 0                   | 0                   | 0                          | 0                          | 0                          | 60       | 12       | 6        | 0.2             |
| River Plate Argentina | 1.ª           | 2015          | —       | —       | —       | 6     | 4     | 2      | —                   | —                   | —                   | 10                         | 4                          | 3                          | 16       | 8        | 5        | 0.5             |
| River Plate Argentina | 1.ª           | 2016          | —       | —       | —       | 13    | 6     | 0      | —                   | —                   | —                   | 7                          | 3                          | 0                          | 20       | 9        | 0        | 0.45            |
| River Plate Argentina | 1.ª           | 2016-17       | —       | —       | —       | 27    | 12    | 5      | 6                   | 7                   | 1                   | 8                          | 4                          | 1                          | 41       | 23       | 7        | 0.56            |
| River Plate Argentina | 1.ª           | 2017-18       | —       | —       | —       | 1     | 0     | 0      | 2                   | 1                   | 1                   | 2                          | 0                          | 0                          | 5        | 1        | 1        | 0.2             |
| River Plate Argentina | Total club    | Total club    | 0       | 0       | 0       | 47    | 22    | 7      | 8                   | 8                   | 2                   | 27                         | 11                         | 4                          | 82       | 41       | 13       | 0.5             |
| Bayer Leverkusen · Alemania | 1.ª           | 2017-18       | —       | —       | —       | 23    | 9     | 5      | 3                   | 1                   | 1                   | —                          | —                          | —                          | 26       | 10       | 6        | 0.38            |
| Bayer Leverkusen · Alemania | 1.ª           | 2018-19       | —       | —       | —       | 27    | 9     | 3      | 2                   | 1                   | 0                   | 7                          | 4                          | 0                          | 36       | 14       | 3        | 0.39            |
| Bayer Leverkusen · Alemania | 1.ª           | 2019-20       | —       | —       | —       | 24    | 7     | 3      | 4                   | 3                   | 0                   | 8                          | 2                          | 0                          | 36       | 12       | 3        | 0.33            |
| Bayer Leverkusen · Alemania | 1.ª           | 2020-21       | —       | —       | —       | 25    | 11    | 3      | 3                   | 2                   | 1                   | 5                          | 2                          | 0                          | 33       | 15       | 4        | 0.45            |
| Bayer Leverkusen · Alemania | 1.ª           | 2021-22       | —       | —       | —       | 27    | 6     | 0      | 0                   | 0                   | 0                   | 6                          | 1                          | 0                          | 33       | 7        | 0        | 0.21            |
| Bayer Leverkusen · Alemania | Total club    | Total club    | 0       | 0       | 0       | 126   | 42    | 14     | 12                  | 7                   | 2                   | 26                         | 9                          | 0                          | 164      | 58       | 16       | 0.35            |
| Eintracht Frankfurt · Alemania | 1.ª           | 2022-23       | —       | —       | —       | 20    | 1     | 0      | 3                   | 1                   | 0                   | 3                          | 0                          | 0                          | 26       | 2        | 0        | 0.08            |
| Eintracht Frankfurt · Alemania | 1.ª           | 2023-24       | —       | —       | —       | 0     | 0     | 0      | 0                   | 0                   | 0                   | 0                          | 0                          | 0                          | 0        | 0        | 0        | 0               |
| Eintracht Frankfurt · Alemania | Total club    | Total club    | 0       | 0       | 0       | 20    | 1     | 0      | 3                   | 1                   | 0                   | 3                          | 0                          | 0                          | 26       | 2        | 0        | 0.08            |
| Internacional · Brasil | 1.ª           | 2024          | 11      | 2       | 0       | 15    | 0     | 0      | 4                   | 1                   | 0                   | 6                          | 2                          | 0                          | 36       | 5        | 0        | 0.14            |
| Internacional · Brasil | Total club    | Total club    | 11      | 2       | 0       | 15    | 0     | 0      | 4                   | 1                   | 0                   | 6                          | 2                          | 0                          | 36       | 5        | 0        | 0.14            |
| Estudiantes de La Plata Argentina | 1.ª           | 2025          | —       | —       | —       | 15    | 1     | 0      | 0                   | 0                   | 0                   | 3                          | 0                          | 0                          | 18       | 1        | 0        | 0.06            |
| Estudiantes de La Plata Argentina | Total club    | Total club    | 0       | 0       | 0       | 15    | 1     | 0      | 0                   | 0                   | 0                   | 3                          | 0                          | 0                          | 18       | 1        | 0        | 0.06            |
| Total carrera | Total carrera | Total carrera | 11      | 2       | 0       | 281   | 78    | 27     | 29                  | 17                  | 4                   | 65                         | 22                         | 4                          | 386      | 119      | 35       | 0.31            |
| (1) Las copas nacionales se refiere a la Copa Argentina, Copa de Alemania y Copa de Brasil. (2) Las copas internacionales se refiere a la Copa Libertadores , Copa Sudamericana, Mundial de Clubes, Recopa Sudamericana, Liga Europa de la UEFA y Liga de Campeones de la UEFA. (3) No incluye datos de partidos amistosos ni categorías inferiores. |               |               |         |         |         |       |       |        |                     |                     |                     |                            |                            |                            |          |          |          |                 |

### Hat-tricks
| Partidos en los que anotó 3 o más goles | Partidos en los que anotó 3 o más goles | Partidos en los que anotó 3 o más goles | Partidos en los que anotó 3 o más goles | Partidos en los que anotó 3 o más goles | Partidos en los que anotó 3 o más goles | Partidos en los que anotó 3 o más goles | Partidos en los que anotó 3 o más goles |
| N.º                                     | Fecha                                   | Lugar                                   | Equipo                                  | Rival                                   | Goles                                   | Resultado                               | Competición                             |
| --------------------------------------- | --------------------------------------- | --------------------------------------- | --------------------------------------- | --------------------------------------- | --------------------------------------- | --------------------------------------- | --------------------------------------- |
| 1                                       | 06-09-2015                              | Estadio Nueva Chicago, Buenos Aires     | River Plate                             | Nueva Chicago                           |                                         | 4 - 1                                   | Primera División 2015                   |
| 2                                       | 15-12-2016                              | Estadio Mario Alberto Kempes, Córdoba   | River Plate                             | Rosario Central                         |                                         | 4 - 3                                   | Copa Argentina 2015-16                  |
| 3                                       | 18-05-2019                              | Olympiastadion, Berlín                  | Bayer Leverkusen                        | Hertha Berlín                           |                                         | 5 - 1                                   | 1. Bundesliga 2018-19                   |

## Palmarés

### Campeonatos nacionales
| Título             | Club        | País      | Año  |
| ------------------ | ----------- | --------- | ---- |
| Primera B Nacional | Colón       | Argentina | 2014 |
| Copa Argentina     | River Plate | Argentina | 2016 |
| Copa Argentina     | River Plate | Argentina | 2017 |

### Campeonatos internacionales
| Título              | Club        | Sede         | Año  |
| ------------------- | ----------- | ------------ | ---- |
| Copa Libertadores   | River Plate | Buenos Aires | 2015 |
| Recopa Sudamericana | River Plate | Buenos Aires | 2016 |

### Otros logros
| Título            | Club  | País      | Año  |
| ----------------- | ----- | --------- | ---- |
| Torneo de Reserva | Colón | Argentina | 2013 |

### Distinciones individuales
| Distinción                            | Año  |
| ------------------------------------- | ---- |
| Equipo Ideal de la Copa Libertadores. | 2015 |
| Máximo goleador de la Copa Argentina. | 2016 |
| Equipo ideal de la Copa Argentina.    | 2016 |
| Mejor jugador de la Copa Argentina.   | 2016 |